# Ӳ̄
Cette page contient des caractères spéciaux ou non latins. S’ils s’affichent mal (▯, ?, etc.), consultez la page d’aide Unicode.
Ӳ̄ (minuscule : ӳ̄), appelé ou double accent aigu macron, est une lettre additionnelle de l’alphabet cyrillique utilisée en doungane par certains auteurs ou dans la transcription du chinois. Elle est composée du ou ‹ У › diacrité d’un double accent aigu et d’un macron.

## Utilisations
Vassili Radlov a utilisé l’ou double accent aigu macron dans la transcription des langues turques de Sibérie au XIXe siècle.

## Représentation informatique
L’ou double accent aigu macron peut être représenté avec les caractères Unicode suivants (cyrillique, diacritiques) :
- composé (NFC)

| formes    | représentations | chaînes de caractères | points de code | descriptions                                                         |
| --------- | --------------- | --------------------- | -------------- | -------------------------------------------------------------------- |
| capitale  | Ӳ̄               | Ӳ◌̄                    | U+04F2 U+0304  | lettre majuscule cyrillique ou accent aigu diacritique macron        |
| minuscule | ӳ̄               | ӳ◌̄                    | U+04F3 U+0304  | lettre minuscule cyrillique ou double accent aigu diacritique macron |

- décomposé (NFD)

| formes    | représentations | chaînes de caractères | points de code       | descriptions                                                                     |
| --------- | --------------- | --------------------- | -------------------- | -------------------------------------------------------------------------------- |
| capitale  | Ӳ̄               | У◌̋◌̄                   | U+0423 U+030B U+0304 | lettre majuscule cyrillique ou diacritique double accent aigu diacritique macron |
| minuscule | ӳ̄               | у◌̋◌̄                   | U+0443 U+030B U+0304 | lettre minuscule cyrillique ou diacritique double accent aigu diacritique macron |